# Botifarra (gra)
Botifarra – gra karciana dla 4 osób grających w parach, polegająca na zbieraniu lew i punktów za karty. Rozgrywana talią 48 kart. Popularna w Katalonii oraz w niektórych rejonach Kastylii i Aragonii. W Katalonii istnieją turnieje w botifarrę z porównywaniem wyników uzyskanych tym samym zestawem kart (analogicznie do brydża porównawczego). Gra wyróżnia się dosyć nietypowym starszeństwem kart (od najstarszej): as, 9, król, dama, walet, 8, 7,… , 2.
Występuje w dwóch wariantach: wschodnim i zachodnim. Wersja wschodnia ma skomplikowane zasady dokładania kart. Obie wersje mają zagorzałych zwolenników.

## Zasady

### Wstęp
W grę gra się talią liczącą 48 kart złożoną z asa, króla, damy, waleta i blotek od 9 do 2. Gra się w stałych parach. Partnerzy siedzą naprzeciwko siebie. Gra polega na zbieraniu lew i punktów za karty. Starszeństwo kart jest dosyć nietypowe (od najstarszej):
as, 9, król, dama, walet, 8, 7,… , 2.
Punktacja za karty jest następująca:
- 9 – 5 pkt.
- as – 4 pkt.
- król – 3 pkt.
- dama – 2 pkt.
- walet – 1 pkt.

Oprócz tego otrzymuje się 1 pkt. za każdą wziętą lewę. Łącznie daje to 72 pkt. do zdobycia w pojedynczym rozdaniu. W grę gra się zwykle do momentu zdobycia przez którąś z par co najmniej 101 pkt. co wymaga kilku rozdań.
Rozdanie kart i rozgrywka odbywają się przeciwnie do ruchu wskazówek zegara.

### Wybór koloru atutowego, kontra i rekontry
Kolor atutowy jest wybierany przez rozdającego. Rozdający może wybrać kolor atutowy, albo bez atu (tzw. botifarra). Może też zrezygnować z tego prawa. Wówczas partner rozdającego musi wybrać kolor atutowy lub bez atu.
Po wyborze koloru autowego obaj przeciwnicy, w kolejności przeciwnej do ruchu wskazówek zegara, mają prawo dać kontrę. Kontra podwaja zapis za grę. Jeżeli przeciwnicy dadzą kontrę, rozgrywający mogą dać rekontrę. Rekontra znowu podwaja zapis za grę. Wówczas przeciwnicy mogą dać drugą rekontrę, co kolejny raz podwaja zapis za grę.

### Rozgrywka
Rozpoczyna ją przeciwnik siedzący na prawo od rozdającego kładąc dowolną kartę. Toczy się przeciwnie do ruchu wskazówek zegara. Zdobywca lewy bierze ją i wychodzi do następnej itd. Wersja wschodnia gry ma dosyć skomplikowane zasady dokładania kart:
1) Istnieje obowiązek dokładania do koloru o ile to możliwe.
2) Jeżeli partner zagrywającego nie bierze lewy (tzn. nie zagrał aktualnie najstarszej karty w lewie) to gracz musi dołożyć starszą kartę niż przeciwnicy.
3) Jeżeli gracz nie dokłada starszej karty (bo nie ma, albo dlatego, że nie chce przebijać wygrywającej karty partnera) to reguły są następujące:
a) Jeżeli partner jest aktualnym wygrywającym w lewie, to trzeba zagrać punktowaną kartę, albo najmłodszą posiadaną kartę w zagrywanym kolorze (tzn. w kolorze, z którego pochodzi karta, którą się dokłada).
b) Jeżeli przeciwnicy wygrywają lewę, trzeba zagrać najniższą kartę w zagrywanym kolorze. Wyjątkiem jest sytuacja, w której zagrywa się jako drugi i nie można dołożyć do koloru: wówczas można położyć punktowaną kartę w nadziei, że partner weźmie lewę.
Reguła trzecia pozwala na dokładne wnioskowanie o kartach graczy i sprawia, że karty, które normalnie byłyby pozbawione znaczenia, mają istotne znaczenie w rozgrywce.

## Wersja zachodnia
Opisana wyżej wersja to wersja wschodnia. W wersji zachodniej nie obowiązuje reguła trzecia dokładania kart, co pozwala na większą swobodę w rozgrywce. Obie wersje mają swoich zagorzałych zwolenników.